# Mamotomo

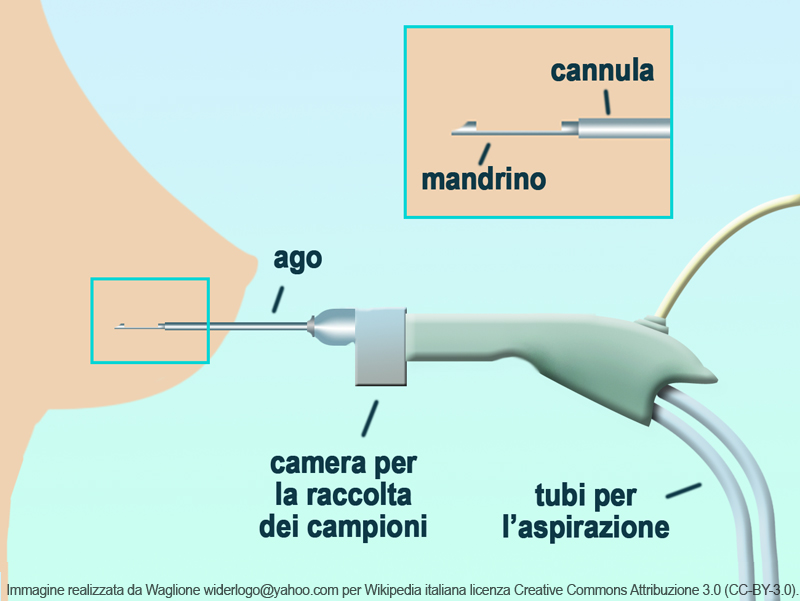
Representación esquemática de toma de una muestra de biopsia en la mama asistida por vacío.

Un mamotomo es un dispositivo para realizar una biopsia de mama asistida por vacío, que utiliza para guiarlo imágenes obtenidas mediante rayos X, ultrasonido y /o MRI. Una biopsia realizada mediante un mamotomo se puede realizar en un paciente ambulatorio utilizando anestesia local.

## Prescripción
Las macrobiopsias estereotácticas a menudo son indicadas luego de detectar elementos sospechosos en una mamografía (masa, microcalcificaciones o cambios anormales locales en tejidos). Si bien se la utiliza siempre para analizar estos elementos, a veces se la utiliza para extraerlos por completo. Es utilizado a menudo cuando:
- La mamografía muestra presencia de masas sólidas sospechosas.
- La mamografía muestra una isla sospechosa de microcalcificaciones.
- El tejido del pecho parece deformado.
- Una nueva masa o isla de microcalcificación se detecta en una zona tion anteriormente identificada para realizar una cirugía

## Riesgos del procedimiento
Los efectos secundarios son:
- Comunes: moretones, molestias leves durante el procedimiento, sangrado leve y sensibilidad en el sitio de la biopsia.
- Raros: sangrado o dolor significativo durante la biopsia, sensibilidad y sangrado significativos en el sitio de la biopsia.

Complicaciones:
- Raras:  Infección mamaria posterior a la biopsia. Reacción alérgica al anestésico local.

Las complicaciones de las biopsias pueden retrasar la posterior cirugía de mama.
El procedimiento puede, en raras ocasiones, fallar debido al muestreo inexacto de la lesión; los resultados pueden subestimar la gravedad de la lesión, aunque estos riesgos no difieren de otras biopsias o procedimientos quirúrgicos.
Ocasionalmente, incluso después de una biopsia exitosa, el diagnóstico puede permanecer incierto y requerir una biopsia quirúrgica, especialmente cuando se encuentran células atípicas o precancerosas en el núcleo de la biopsia.

## Limitaciones del procedimiento
Las lesiones acompañadas de depósitos difusos de calcio dispersos por todo el seno o ubicadas cerca de la pared torácica son difíciles de detectar o evaluar mediante biopsia estereotáctica. Si la mamografía muestra solo un cambio vago en la densidad del tejido pero no una masa o nódulo definitivo, el método guiado por rayos X puede no ser exitoso.